# Simon Tolkien
Simon Mario Reuel Tolkien (* 12. Januar 1959 in Oxford) ist ein britischer Schriftsteller.

## Leben
Simon Tolkien wurde 1959 als Sohn von Christopher Tolkien und dessen erster Frau geboren. Er ist der Enkel des Schriftstellers J. R. R. Tolkien. Die ersten Jahre seines Lebens verbrachte er auf dem Familiensitz bei Oxford. Als er fünf Jahre alt war, ließen sich seine Eltern scheiden. Tolkien lebte mit seiner Mutter nun in Watlington, einem nahegelegenen kleinen Dorf. Er besuchte die zur Downside Abbey gehörende Internatsschule Downside School und studierte später am Trinity College der University of Oxford. Nach dem Studium arbeitete Tolkien als Solicitor. 1994 wechselte er von dieser Tätigkeit zu der eines Barristers.
2002 veröffentlichte er mit Final Witness sein erstes Buch. Final Witness wurde mittlerweile in acht Sprachen übersetzt.
Tolkien ist verheiratet und hat zwei Kinder, einen Sohn und eine Tochter.

## Veröffentlichungen
- Final Witness (2002) (dt.: Gestohlenes Leben, 2004)
- The Inheritance (2010)
- The King of Diamonds (2011) (dt.: Der König der Diamanten, 2012)
- Orders from Berlin (2012)
- No Man’s Land (2016)